# Orodel
Orodel est une commune roumaine située dans le județ de Dolj.